# Умбріатіко
Умбріатіко (італ. Umbriatico, сиц. Umbriaticu) — муніципалітет в Італії, у регіоні Калабрія,  провінція Кротоне.
Умбріатіко розташоване на відстані близько 470 км на південний схід від Рима, 60 км на північний схід від Катандзаро, 35 км на північний захід від Кротоне.
Населення — 734 особи (2023).

## Демографія
Населення за роками:

Станом на 1 січня 2023 року в муніципалітеті офіційно проживало 11 іноземців з 4 країн, серед них 9 громадян країн Євросоюзу.

## Сусідні муніципалітети
- Кампана
- Карфіцці
- Чиро
- Круколі
- Паллагоріо
- Скала-Коелі
- Верцино